# 謝贊 (弘治舉人)
謝贊（？年—？年），字元卿，直隷祁門縣（今安徽省祁門縣）人。明朝政治人物。

## 生平
早年為監生。弘治五年（1492年）壬子科順天鄉試第五名舉人，為《春秋》經魁。官江西進賢縣知縣。